# 富山地方鉄道デキ14730形電気機関車

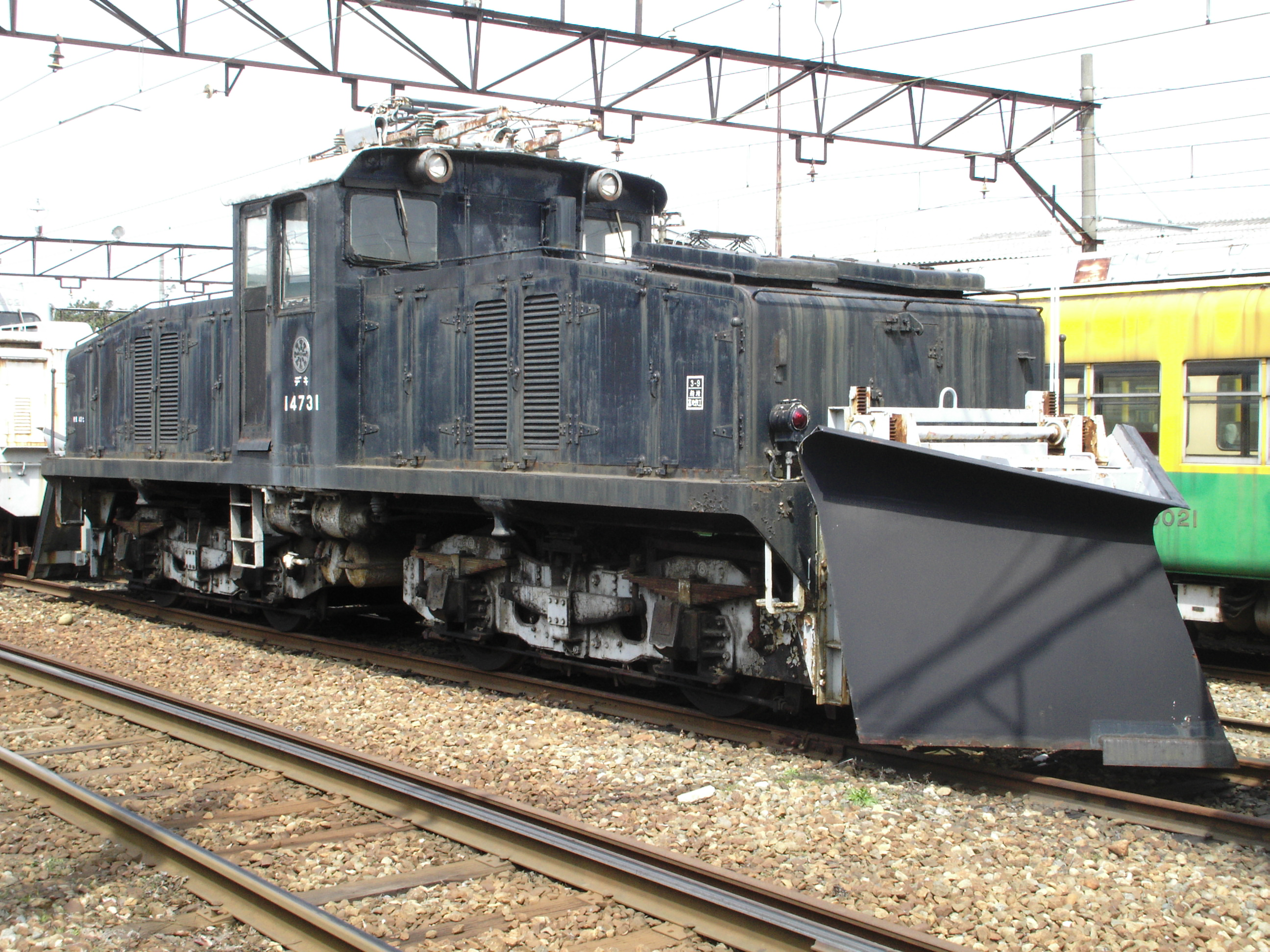
デキ14731

富山地方鉄道デキ14730形電気機関車（とやまちほうてつどうデキ14730がたでんききかんしゃ）は、かつて富山地方鉄道に在籍した直流用電気機関車である。

## 概要
東京芝浦電機で1947年に製造された、「東芝戦時型」「東芝標準型」と呼ばれる戦時標準設計の凸形機で、同形機が東武鉄道・西武鉄道・京成電鉄・名古屋鉄道・南海電気鉄道・西日本鉄道などにも導入されている。
関西配電のダム建設用の機関車として製造され、その後富山地方鉄道に譲渡された。当初はデキ30形(31)を称していたが、1949年に電動機出力によって形式を分類する方式になったことからデキ14730形(14731)に改称された。
勾配区間用に発電ブレーキを装備していた他、列車無線も装備され、除雪用に使用された。
1両のみ在籍したが、1999年12月31日をもって除籍されている。2007年3月27日未明に同じく除籍されていた10021-10022+14731の3両編成で稲荷町テクニカルセンターを出庫し上市駅まで牽引自走し、3月29日までに上市駅構内で解体された。

## 主要諸元
- 全長：11,050mm
- 全幅：2,838mm
- 全高：4,100mm
- 運転整備重量：40.0t
- 電気方式：直流1500V（架空電車線方式）
- 軸配置：B-B
- 台車形式：板台枠
- 主電動機：SE130C形(110kW)×4基
  - 歯車比：17：79＝1:4.65
  - 1時間定格出力：440kW
  - 1時間定格引張力：6500kg
  - 1時間定格速度：24.3km/h
- 動力伝達方式：歯車1段減速、吊り掛け式
- 制御方式：抵抗制御、2段組み合わせ制御
- 制御装置：電磁空気単位スイッチ式
- ブレーキ方式：空気ブレーキ、発電ブレーキ、手ブレーキ